# Coqueiro (marca)
A Coqueiro é uma tradicional empresa brasileira de pescado. Fundada em 1937, trabalhava inicialmente como uma espécie de cooperativa de pescado. Depois de se desenvolver no mercado brasileiro, consolidou seus produtos geralmente enlatados como sardinhas em óleo e em molho de tomate.
Em 1973 passou a ser administrada pela Quaker Oats, em 2001 passou a ser controlada pela PepsiCo e em 2011 a marca foi comprada por uma empresa alimentícia do sul do Brasil chamada Camil Alimentos.